# David Tennant (aristokrat)
David Pax Tennant (22. května 1902 – 8. dubna 1968, Španělsko) byl britský aristokrat a prominent a zakladatel klubu Gargoyle v londýnské čtvrti Soho.

## Životopis
David Tennant byl třetím synem Edwarda Tennanta, který se stal Lordem Glenconnerem v roce 1911, a spisovatelky Pamely Wyndhamové, Lady Glenconnerové, pozdější manželky Edwarda Graye, 1. vikomta Graye z Fallodonu.
Byl mladší bratr válečného básníka Edwarda Wyndhama Tennanta a starší bratr Stephena Tennanta, prominentního člena skupiny The Bright Young Things. Margot Asquith, spisovatelka a druhá manželka předsedy vlády Herberta Henryho Asquitha, byla jeho tetou z otcovy strany.

## Kariéra
David Tennant založil v roce 1925 v horních patrech 69. Dean Street v londýnské čtvrti Soho soukromý klub. Podle spisovatele Michaela Lukeho tak vytvořil místo, kde se mohli scházet mladí čeští intelektuálové s anglickou smetánkou. Klub měl honosné interiéry, na stěnách obrazy Henriho Matisse a pravidelnými návštěvníky byli Virginie Woolfová, Duncan Grant, Nancy Cunard, Fred Astaire a později malíř Francis Bacon a Lucian Freud. V roce 1952 Tennant prodal klub za 5 000 liber kuchaři Johnu Negusovi. Klub zůstal populární ještě několik let.
Byl jedním ze zakládajících členů Bright Young Things v Londýně ve 20. letech 20. století. Jedna z proslulých akcí organizovaných Tennantem byla párty na mozartovský motiv v Burlington Galleries. Hosté museli přijít v kostýmech z 18. století. Další byla jeho “pyjamas-and-bottle-party” (párty v pyžamu a s láhví), kde hosté přicházeli v nočním oblečení a přinášeli si vlastní alkohol.
Od roku 1924 do roku 1929 pracoval Tennant v BBC jako hlasatel. Znovu pak vstoupil do BBC v roce 1943.
Od roku 1939 sloužil Tennant jako důstojník Royal Artillery (královského dělostřelectva). V roce 1944 se stal invalidou.

## Osobní život
V roce 1928 se oženil s herečkou Hermionou Baddeleyovou. Měli dvě děti, syna Davida Tennanta a dceru Pauline Laetitia Tennantovou (1927-2008). Pauline byla herečka a básnířka a vdala se třikrát: antropolog Julian Pitt-Rivers; Euan Douglas Graham, vnuk 5. vévody z Montrose; a sir Anthony Rumbold, 10. baronet. Tennant a Baddeley se rozvedli v roce 1937, ale zůstali dobrými přáteli.
V roce 1938 se Tennant oženil s Virginií Penelope Parsons, dcerou Alana Parsonse a Viola Tree (dcera herce-manažera sira Herberta Beerbohm Tree). Měli dvě dcery, Georgia Tennant v roce 1941 a Sabrina Tennant v roce 1943. Rozvedli se v roce 1953 a Virginia se provdala za Henryho Thynna, 6. markýze z Bathu, čímž se stala markýzou z Bathu.
Později se oženil se Shelagh Rainey, sestrou módního návrháře Michaela Raineye a dcerou Seana Rainey a Joyce Marion Wallace (1923–2006), známější jako Marion Wrottesley, po jejím pozdějším manželství s Lordem Wrottesley Shelagh Tennant zemřela ve Španělsku v r. 2018, ve věku 75 let.
Tennant zemřel ve Španělsku dne 8. dubna 1968 ve věku 65 let.